# برود ۱۸۱۱۹
سیارک ۱۸۱۱۹ (به انگلیسی: 18119 Braude، نامگذاری:2000NZ24) هجده هزار و صد و نوزدهمین سیارک کشف شده‌است که در ۴ ژوئیه ۲۰۰۰ کشف شد.
قدر مطلق سیارک برابر ۱۰٫۲ است.